# Jindřichovice (Karlovy Vary)
Jindřichovice é uma comuna checa localizada na região de Karlovy Vary, distrito de Sokolov‎.